# Castrillo de Cabrera
Castrillo de Cabrera ist eine Gemeinde (Municipio)  mit 102 Einwohnern (Stand: 2024) im nordwestlichen Zentral-Spanien in der Provinz León in der Autonomen Gemeinschaft Kastilien-León. Die Gemeinde besteht neben dem namensgebenden Hauptort Castrillo de Cabrera aus den Ortschaften Marrubio, Noceda de Cabrera, Nogar, Odollo und Saceda. Der Verwaltungssitz befindet sich im Weiler Barrio de Arriba.

## Geografie
Castrillo de Cabrera liegt im westlichen Teil der Provinz León und liegt an den Südhängen des Kantabrischen Gebirges am Río Cabrera in einer Höhe von 1060 m. Die Stadt León liegt etwa 90 Kilometer ostnordöstlich von Benuza.

## Bevölkerungsentwicklung
| Jahr        | 1900 | 1970 | 1981 | 1991 | 2001 | 2011 | 2021 |
| ----------- | ---- | ---- | ---- | ---- | ---- | ---- | ---- |
| Einwohner   | 1477 | 854  | 534  | 324  | 177  | 135  | 108  |
| Quelle: INE |      |      |      |      |      |      |      |